# Аргентина на Светском првенству у атлетици у дворани 2008.
Аргентина је учествовала на 12. Светском првенству у атлетици у дворани 2008. одржаном у Валенсији од 7. до 9. марта. Репрезентацију Аргентине на њеном шестом учешћу на светским првенствима у дворани, представљао је један атлетичар који се такмичио у трци на 3.000 метара
На овом првенству представник Агентине није освојио ниједну медаљу, нити је оборио неки рекорд.

## Учесници
Мушкарци:
- Фадрике Иглесијас — 800 м

## Резултати

### Мушкарци
| Хавијер Карикео | 3.000 м | 7:52,06 | 8:12,40 | 8. у гр. 1 | Није се квалификовао | Није се квалификовао | Није се квалификовао | 19 / 20 (22) |  |